# Lascahobas
Lascahobas este o comună din arondismentul Lascahobas, departamentul Centre, Haiti, cu o suprafață de 151,68 km2 și o populație de 41.716 locuitori (2009).